# Steve Savidan
Pour les articles homonymes, voir Savidan.
Steve Savidan, né le 29 juin 1978 à Angers (Maine-et-Loire), était un footballeur international français. Il a été également un entraîneur de foot éphémère, il a dirigé l'équipe du FC Bassin d'Arcachon en régional 1 et celle du SO Cholet en National 1. Actuellement il propose ses services aux sportifs ou aux clubs en tant que préparateur mental.

## Biographie

### Les débuts en amateur
Steve Savidan a vécu son enfance dans les quartiers modestes d'Angers, notamment celui de la Roseraie. Il découvre le football à l'ASPTT Angers et à l'Intrépide d'Angers. En avril 1994, il dispute avec la sélection de la Ligue Atlantique la phase éliminatoire de la Coupe nationale des cadets, à Vichy, mais ne se qualifie pas pour le carré final.Convaincu par sa prof de sport, qui n'était nul autre que la fille de Raymond Kopa, il poursuit sa formation au SCO Angers. Pour gagner sa vie, il occupe alors des petits boulots en parallèle comme éboueur ou serveur dans des bars.
En 1998-1999, alors que le SCO est en National, Savidan réalise une saison exceptionnelle : 17 buts en 29 matchs. Plusieurs clubs lui font les yeux doux mais c'est Joël Bats et La Berrichonne de Châteauroux qui lui font signer un contrat de 3 ans.

### La découverte du milieu professionnel
En Division 2 pour la première fois, il est titulaire sous les ordres de Joël Bats, mais le joueur déchante vite: seuls deux buts et 20 apparitions qui déçoivent. De plus, l'entraineur qui l'a fait venir est licencié pour mauvais résultats et est remplacé par Thierry Froger avec qui les rapports deviendront houleux. Il tente de se relancer aux côtés de Baptiste Gentili qui dirige l'AC Ajaccio. Avec ce club corse, il fait une première véritable saison pleine en D2 enchaînant 37 matchs et 6 buts qui permettent au club de se maintenir. Toutefois, le joueur ne convainc toujours pas au cours de cette saison, et c'est finalement à Angers qu'il tente de se relancer en se faisant une nouvelle fois prêter, en National. Sans la même réussite qu'autrefois, si le joueur fait une saison pleine, il ne marque qu'à six reprises, loin des 17 buts de la saison 1998/1999.
En fin de contrat avec Châteauroux, il est recontacté par Bati Gentili, cette fois coach de l'ASBO Beauvais ce qui lui permet de retrouver la D2 rebaptisée L2. Aux côtés de joueurs comme Grégory Thil, David De Freitas ou Rémi Maréval, Savidan est repositionné ailier. Muet devant le but en championnat pour 26 rencontres, il connaît sa première relégation puisque le club se retrouve en National, alors que la saison précédente il jouait la montée en L1. 
De nouveau libre, Steve Savidan signe en 2003 à l'AS Angoulême-Charente 92, club de National qui n'a pas le statut professionnel. Le joueur retrouve un rôle de numéro 9 dans l'axe et parvient à inscrire 12 buts en championnat, malgré cela il ne peut empêcher la 18ème place synonyme de relégation de l'équipe.

### La naissance de Savigoal
C'est dans le Nord de la France et dans le club de Valenciennes, toujours en National, que le joueur tente sa chance à l'aube de la saison 2004-2005. Il y réalise une excellente saison : il inscrit 19 buts, ce qui en fait le meilleur buteur du championnat, et remporte le titre de champion de France du National avec le club. Puis il confirme au cours de la saison suivante en Ligue 2 : en inscrivant 16 buts, il termine meilleur buteur de la compétition, ex aequo avec l'attaquant du Havre Jean-Michel Lesage, et contribue donc largement au nouveau titre de champion du club. Il est le symbole de la renaissance du club et de son retour au plus haut niveau. Au stade Nungesser, un chant lui est même dédié : « Steve Savidan, c'est notre meilleur joueur !!! Steve Savidan... », tout comme son surnom "SAVIGOAL!". Steve Savidan ouvre à cette époque un bar-restaurant à Valenciennes, le K9, en référence à sa femme Karine et à son numéro sur le terrain.

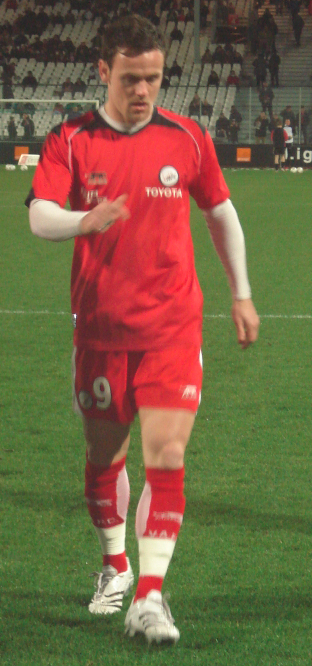
Steve Savidan à l'échauffement avec Valenciennes en 2006-2007

En 2006-2007, il évolue pour la première fois de sa carrière en Ligue 1, toujours avec Valenciennes. Il est élu en août 2006 meilleur joueur du mois de Ligue 1. En février 2007, il inscrit un quadruplé face au FC Nantes, dont le gardien de but est Fabien Barthez, ancien international. Il achève cette saison à la deuxième place du classement des buteurs du championnat (derrière Pauleta) avec 13 buts. Il réédite la performance lors de la saison 2007-2008 et impose son image de joueur vivace, généreux dans l'effort, instinctif et spectaculaire.

### Apothéose et fin de carrière brutale
Après quatre saisons réussies au sein du club nordiste, les dirigeants valenciennois cèdent pourtant le buteur au SM Caen en juin 2008 (après un refus de Laurent Roussey, alors entraîneur de Saint-Étienne), en échange d'une indemnité jugée « satisfaisante ». Les médias évoquent une somme comprise entre 3 et 5M€. Le 25 juin 2008, il signe un contrat de trois ans au SM Caen.
Après un début de saison réussi à Caen, Raymond Domenech le sélectionne en équipe de France de football pour le match amical face à l'Uruguay. Le 19 novembre 2008, il rentre à la mi-temps à la place de Nicolas Anelka. Franchement applaudi par les spectateurs, il apporte sa fraîcheur et son enthousiasme, sans parvenir à marquer cependant (0-0) malgré une frappe retournée dos au but. Dans la foulée de cette première sélection, son contrat au SM Caen est réévalué et prolongé jusqu'en 2012. 
À l'image de l'équipe caennaise, il rencontre des difficultés sportives à partir de cette période, et n'est plus sélectionné avec les Bleus. Bien qu'il dépasse finalement son record de buts (14) en une saison en Ligue 1, il n'empêche pas la relégation du club. Son départ de Normandie apparaît alors comme une évidence sportive et une nécessité financière pour le club caennais. 
Alors qu'il doit s'engager avec l'AS Monaco pour 3,4 millions d'euros, il annonce le 4 juillet 2009 l'arrêt de sa carrière pour raisons médicales : la visite médicale effectuée à Monaco a révélé une anomalie cardiaque d'apparition récente.

### Reconversion
Le 14 janvier 2010, il publie sa biographie : Une Balle en plein cœur, écrite avec David Berger. Il rejoint le Groupe Canal+ et devient consultant télévision pour les matchs de Ligue 1 sur Foot+ et dans l'émission Les spécialistes.
Toujours sous contrat avec le SM Caen, Steve Savidan attaque son employeur lorsque celui-ci arrête ses versements de salaire. Ce bras de fer prend fin à la suite d'un accord à l'amiable entre les deux parties en septembre 2010, pour un montant légèrement inférieur à celui demandé.
Steve Savidan rejoint l'équipe des consultants Foot d'Eurosport à partir de septembre 2011. On le retrouve tous les lundis soirs en direct pour la Grande affiche de Ligue 2. En compagnie de Thomas Bihel, il fait vivre les avant-matchs, est en bordure du terrain pendant la rencontre et débriefe le match en plateau juste après le coup de sifflet final. Il est par ailleurs le commentateur de la finale de FIFA 13 à Barcelone qui voit l'étincelante victoire du français Bruce Grannec en finale face au Mexicain Andrei Vivero. Il qualifie ce match d'exceptionnel, « l'un des plus beaux spectacles de la décennie ». 
Le 30 juin 2013, au stade du Hainaut, il fête son jubilé. Le match oppose la Savigoal Team face à une équipe composée de joueurs de France 98 et du Club des Internationaux de France. Parmi les joueurs des deux équipes, on retrouve notamment Rudy Mater, Laurent Dufresne, Lilian Thuram, Robert Pirès, Sylvain Wiltord ainsi que le chanteur M.Pokora. Steve Savidan joue une mi-temps de chaque côté et inscrit 3 buts au total pour un score final de 2-2.
En juin 2014, Steve Savidan rejoint le SC Beaucouzé, club situé dans la périphérie d'Angers, aux côtés de Lionel Duarte, ancien joueur du SCO d'Angers.
Il a également ouvert une discothèque à Angers, le K9, K pour le prénom de sa femme Karine et 9 pour son numéro fétiche.
À la rentrée 2015, il officie dans l'émission Luis attaque sur la radio RMC. Il quitte RMC après l'Euro 2016. Il fait son retour dans cette radio en août 2023 en devenant consultant pour l'émission Rothen s'enflamme animée par Jérôme Rothen.
Steve Savidan annonce le 16 mai 2018 qu'il prend la tête de l'équipe du FC Bassin d'Arcachon, qui évolue en Régional 1 (6e division) : c'est sa première expérience comme entraîneur. Après avoir hissé l'équipe en N3, le manque de résultats aura raison de son poste. Il est démis de ses fonctions en novembre 2019.
Il rejoint le SO Cholet en décembre 2019 en tant qu'entraîneur-adjoint de Stéphane Rossi en N1 et entraîneur de la réserve qui évolue en R1. Deux mois plus tard, il est démis de ses fonctions.

## Statistiques

### Par saisons
| Saison                | Club                  | Championnat           | Championnat | Championnat | Championnat | Coupe nationale | Coupe nationale | Coupe nationale | Coupe de la Ligue | Coupe de la Ligue | Coupe de la Ligue | France | France | France | Total | Total | Total |
| Saison                | Club                  | Division              | M.          | B.          | P.d.        | M.              | B.              | P.d.            | M.                | B.                | P.d.              | M.     | B.     | P.d.   | M.    | B.    | P.d.  |
| 1997-1998             | SCO Angers            | National              | 12          | 0           | 1           | 1               | 1               | -               | -                 | -                 | -                 | -      | -      | -      | 13    | 1     | 1     |
| 1998-1999             | SCO Angers            | National              | 29          | 15          | 7           | 2               | 1               | -               | -                 | -                 | -                 | -      | -      | -      | 31    | 16    | 7     |
| 1999-2000             | LB Châteauroux        | Division 2            | 20          | 3           | 5           | 1               | 0               | -               | 1                 | 0                 | -                 | -      | -      | -      | 22    | 3     | 5     |
| 2000-2001             | AC Ajaccio (prêt)     | Division 2            | 37          | 6           | 4           | 1               | 0               | -               | 1                 | 1                 | -                 | -      | -      | -      | 39    | 7     | 4     |
| 2001-2002             | SCO Angers (prêt)     | National              | 36          | 6           | 7           | 1               | 0               | -               | 1                 | 1                 | -                 | -      | -      | -      | 38    | 7     | 7     |
| 2002-2003             | AS Beauvais           | Ligue 2               | 24          | 0           | 7           | 2               | 3               | -               | 2                 | 0                 | -                 | -      | -      | -      | 28    | 3     | 7     |
| 2003-2004             | AS Angoulême          | National              | 37          | 12          | 14          | -               | -               | -               | -                 | -                 | -                 | -      | -      | -      | 37    | 12    | 14    |
| 2004-2005             | Valenciennes FC       | National              | 38          | 19          | 9           | -               | -               | -               | -                 | -                 | -                 | -      | -      | -      | 38    | 19    | 9     |
| 2005-2006             | Valenciennes FC       | Ligue 2               | 35          | 16          | 11          | 2               | 0               | -               | -                 | -                 | -                 | -      | -      | -      | 37    | 16    | 11    |
| 2006-2007             | Valenciennes FC       | Ligue 1               | 34          | 13          | 6           | 3               | 2               | -               | 1                 | 0                 | -                 | -      | -      | -      | 38    | 15    | 6     |
| 2007-2008             | Valenciennes FC       | Ligue 1               | 38          | 13          | 5           | 1               | 0               | -               | 1                 | 0                 | -                 | -      | -      | -      | 40    | 13    | 5     |
| 2008-2009             | SM Caen               | Ligue 1               | 38          | 14          | 5           | 2               | 2               | -               | 1                 | 0                 | -                 | 1      | 0      | 0      | 42    | 16    | 5     |
| Total sur la carrière | Total sur la carrière | Total sur la carrière | 378         | 117         | 81          | 16              | 9               | 0               | 8                 | 2                 | 0                 | 1      | 0      | 0      | 403   | 128   | 81    |

### Matches internationaux
| Matchs internationaux de Steve Savidan | Matchs internationaux de Steve Savidan | Matchs internationaux de Steve Savidan | Matchs internationaux de Steve Savidan | Matchs internationaux de Steve Savidan | Matchs internationaux de Steve Savidan | Matchs internationaux de Steve Savidan                     |
| #                                      | Date                                   | Lieu                                   | Adversaire                             | Résultat                               | Compétition                            | Notes                                                      |
| -------------------------------------- | -------------------------------------- | -------------------------------------- | -------------------------------------- | -------------------------------------- | -------------------------------------- | ---------------------------------------------------------- |
| 1                                      | 19 novembre 2008                       | Stade de France, Saint-Denis, France   | Uruguay                                | N 0 - 0                                | Match amical                           | Entre en jeu à la place de Nicolas Anelka à la 46e minute. |

## Palmarès

### En club

#### Valenciennes FC
- Champion de France de Ligue 2 en 2006
- Champion de France de National en 2005

## Distinctions personnelles
- Étoile d'or France Football du National en 2004
- Meilleur buteur de National en 2005 (19 buts)
- Co-Meilleur buteur de Ligue 2 en 2006 (16 buts)
- Joueur du mois UNFP de Ligue 1 en août 2006.
- Membre de l'équipe type de la Ligue 1 en 2007 aux Trophées UNFP.